# Anton von Steinbüchel
Anton von Steinbüchel (vollständiger Name Anton Steinbüchel von Rheinwall; * 4. Dezember 1790 in Krems an der Donau; † 28. Dezember 1883 in Innsbruck) war ein österreichischer Numismatiker und Archäologe.
Anton von Steinbüchel, Sohn des aus einer Kölner Familie stammenden Militärarztes in österreichischen Diensten Jakob Anton Steinbüchel, der 1823 geadelt wurde, studierte seit 1807 an der Universität Wien, wo er 1811 zum Dr. phil. promoviert wurde. Seit 1809 war er am k.k. Münz- und Antiquitätenkabinett tätig, zunächst als Praktikant, seit 1811 als 2. Kustos, seit 1816 als 1. Kustos und seit 1819 in Nachfolge von Franz Neumann als Direktor. 1840 wurde er vorzeitig in den Ruhestand versetzt. Daneben lehrte er von 1817 bis 1834 als Professor der Münz- und Altertumskunde an der Universität Wien. Nach seiner Pensionierung war er zeitweise als Kunsthändler tätig.
Steinbüchel ordnete während seiner Amtszeit die Bestände des Münz- und Antikenkabinetts neu und inventarisierte sie. Auch gelang ihm eine beträchtliche Erweiterung der Sammlungen, durch Kauf und Funde aus Ausgrabungen (so etwa aus Carnuntum).